# Brody (powiat poznański)
Brody – osada leśna w Polsce położona w województwie wielkopolskim, w powiecie poznańskim, w gminie Murowana Goślina.